# Alessanore
Nella mitologia greca Alessanore era il nome di uno dei figli di Macaone.

## Il mito
Macaone, figlio di Asclepio, era il padre di Alessanore, che divenne famoso come costruttore di edifici. Fra le sue opere ci fu un santuario eretto in onore del nonno divenuto divinità medica nell'Olimpo; lo costruì a Titane, città che sorgeva sul fiume Asopo.
In seguito fu posta all'interno del tempio una statua dello stesso Alessanore.

### Fonti
- Pausania libro II 11,5-7

### Moderna
- Luisa Biondetti, Dizionario di mitologia classica, Milano, Baldini&Castoldi, 1997, ISBN 978-88-8089-300-4.